# Hooks (Texas)
Hooks è un centro abitato degli Stati Uniti d'America, situato nella contea di Bowie dello Stato del Texas.

## Società

### Evoluzione demografica
Secondo il censimento del 2000, c'erano 2.973 persone, 1.215 nuclei familiari, e 840 famiglie residenti nella città. La densità di popolazione era di 1.444,5 per miglio quadrato (557,2/km²). C'erano 1.345 unità abitative a una densità media di 653,5 per miglio quadrato (252,1/km²). La composizione etnica della città era formata dall'84,02% di bianchi, il 10,12% di afroamericani, lo 0,98% di nativi americani, lo 0,44% di asiatici, lo 0,07% di isolani del Pacifico, l'1.45% di altre etnie, e il 2,93% di due o più etnie. Gli ispanici o latinos di qualunque razza erano il 2,96% della popolazione.
C'erano 1.215 nuclei familiari dei quali il 33,9% avevano figli di età inferiore ai 18 anni, il 50,3% erano coppie sposate conviventi, il 15,3% aveva un capofamiglia femmina senza marito, e il 30,8% erano non-famiglie. Il 28,1% di tutti i nuclei familiari erano individuali e il 14,1% aveva componenti con un'età di 65 anni o più che vivevano da soli. Il numero di componenti medio di un nucleo familiare era di 2,45 e quello di una famiglia era di 2,96.
C'erano il 27,2% di persone sotto i 18 anni, il 9,0% di persone dai 18 ai 24 anni, il 27,2% di persone dai 25 ai 44 anni, il 21,8% di persone dai 45 ai 64 anni, e il 14,7% di persone di 65 anni o più. L'età media era di 35 anni. Per ogni 100 femmine c'erano 86,6 maschi. Per ogni 100 femmine dai 18 anni in giù, c'erano 82,5 maschi.
Il reddito medio per nucleo familiare era di 32.083 dollari, e il reddito medio per famiglia era di 37.793 dollari. I maschi avevano un reddito medio pro capite di 30.711 dollari contro i 20.982 dollari delle femmine. Il reddito medio pro capite totale era di 15.385 dollari. Circa il 12,1% of famiglie e il 17,1% della popolazione erano sotto la soglia di povertà, incluso il 22,3% di persone sotto i 18 anni e l'8.8% di persone di 65 anni o più.